# Sylvén
Sylvén är ett svenskt efternamn, i undantagsfall ett förnamn. Den 31 december 2019 var följande antal personer bosatta i Sverige med stavningsvarianterna.
- Sylvén 377
- Sylwén  0
- Sylven  0

Totalt blir detta 377 personer. 
Tre män har Sylvén som förnamn.
Tre kvinnor har Sylven som förnamn.

## Personer med efternamnet Sylvén
- Bengt Sylvén, flera personer
  - Bengt Sylvén (läkare) (1912–1977), svensk medicinprofessor
  - Bengt Sylvén (militär) (1919–2008), svensk militär
- Björn Sylvén (1953-2022), svensk författare och politiker
- Christer Sylvén (1936-2022), svensk diplomat
- Curt Sylvén (1906–1975), svensk militär
- Claes-Göran Sylvén (född 1959), svensk företagsledare
- Edvard Sylvén (1920-2001), svensk entomolog
- Erik Sylvén (1916-1998), svensk väg- och vattenbyggnadsingenjör
- Gunnel Sylvén (1911-1979), svensk målare
- Henrik Sylvén (född 1971), svensk regissör och manusförfattare
- Lennart Sylvén (född 1944), svensk militär
- Nils Sylvén (1880-1969), svensk botanist och professor
- Sune Sylvén (1940-2020), svensk journalist och sportchef
- Torsten Sylvén (1915-2011), svensk konstsnickare och möbelexpert